# Jacinto de Vicina
Jacinto de Vicina (em romeno:  Iachint de Vicina) foi um monge grego e hierarca ortodoxo do século XIV (provavelmente nascido no final do século XIII) que foi o último metropolita de Vicina e o primeiro metropolita de Ungro-Valáquia.